# Vicepresidente de México
El cargo de vicepresidente de México fue creado por primera vez por la Constitución de 1824 a través del artículo 75, luego fue abolido en 1836 por las Siete Leyes Constitucionales, después fue brevemente restaurado en 1846 tras la restauración de la Constitución de 1824 y duró un año hasta 1847 donde fue nuevamente abolido a través de una enmienda constitucional, más tarde fue restaurado en 1904 a través de una enmienda a la Constitución de 1857, antes de ser finalmente abolido por la actual Constitución de 1917. Muchos vicepresidentes mexicanos actuaron como presidentes durante el tiempo transcurrido entre el final del Primer Imperio Mexicano y el establecimiento del Segundo Imperio Mexicano. 

## Historia

### Primera República Federal (1824-1835)
Con el Acta Constitutiva de 1824 se constituyó la Primera República Federal y con la Constitución de 1824 se depositó el poder Ejecutivo en un individuo, denominado Presidente de los Estados Unidos Mexicanos; quien sería sustituido en sus ausencias por un vicepresidente.
|  | Vicepresidente        | Número | Período                                        | Partido             | Notas |
|  | --------------------- | ------ | ---------------------------------------------- | ------------------- | --- |
|  | Nicolás Bravo         | 1.º    | 10 de octubre de 1824- 23 de diciembre de 1827 | Independiente       | Primer vicepresidente de México. Obtuvo el segundo lugar durante las elecciones federales de 1824. Se levantó en armas en contra del presidente Guadalupe Victoria sin éxito; por lo que fue separado de su encargo en forma anticipada a la vez que fue exiliado.                                                                                          |
|  | Anastasio Bustamante  | 2.º    | 11 de junio de 1829- 23 de diciembre de 1832   | Partido Conservador | Nombrado vicepresidente el 12 de enero de 1829, aunque asumió su encargo hasta junio. Se levantó en armas en contra del presidente Vicente Guerrero, a quien derrotó. Como vicepresidente de la República se encargó del poder Ejecutivo del 1 de enero de 1830 hasta el 14 de agosto de 1832. Posteriormente fue separado de su encargo de vicepresidente. |
|  | Valentín Gómez Farías | 3.º    | 1 de abril de 1833- 26 de enero de 1835        | Partido Liberal     | Durante las ausencias del presidente Antonio López de Santa Anna, se encargó del poder Ejecutivo como vicepresidente de la República en 4 ocasiones: Del 1º abr. al 16 may.; del 3 al 18 jun.; del 5 jul. al 27 oct. 1833 y del 16 dic. 1833 al 24 abr. 1834. Finalmente fue destituido por el Congreso en forma anticipada.                                |

### República Central (1836-1846)
Tras desaparecer la Primera República Federal el cargo de vicepresidente de la República fue suprimido. Sería restablecido hasta junio de 1846, en vísperas de la caída de la Segunda República Central.
|  | Vicepresidente | Número  | Período                                  | Partido             | Notas |
|  | -------------- | ------- | ---------------------------------------- | ------------------- | --- |
|  | Nicolás Bravo  | 2.ª vez | 12 de junio de 1846- 6 de agosto de 1846 | Partido Conservador | Asumió el poder Ejecutivo como vicepresidente de la República del 28 de julio al 4 de agosto en sustitución del presidente Mariano Paredes y Arrillaga. Dos días después dejó la vicepresidencia en forma anticipada tras la caída de la República Central. |

### Segunda República Federal (1846-1853)
México adoptó la forma de gobierno federal en el contexto de la Intervención estadounidense en México. Durante este período el país perdió más de la mitad de su territorio. Al término de la guerra, continuaron los conflictos entre liberales y conservadores. El período concluye con la ascensión de Antonio López de Santa Anna a la presidencia, cargo que ejerció con rasgos dictatoriales.
|  | Presidente            | Número  | Período                                     | Partido         | Notas |
|  | --------------------- | ------- | ------------------------------------------- | --------------- | --- |
|  | Valentín Gómez Farías | 2.ª vez | 23 de diciembre de 1846- 1 de abril de 1847 | Partido Liberal | Nuevamente se encargó del poder Ejecutivo como vicepresidente interino de la República ante la ausencia del presidente Antonio López de Santa Anna. Ocupó la vicepresidencia hasta que el cargo fue suprimido por el Congreso. |

### Porfiriato y Revolución (1904-1917)
Ante la vejez del presidente Porfirio Díaz el régimen decidió restablecer la vicepresidencia de la República. Esta vicepresidencia sería suprimida por el Congreso Constituyente de Querétaro en 1917.
|  | Presidente             | Número | Período                                        | Partido                            | Notas |
|  | ---------------------- | ------ | ---------------------------------------------- | ---------------------------------- | --- |
|  | Ramón Corral           | 4.º    | 1 de diciembre de 1904- 25 de mayo de 1911     | Círculo Nacional Porfirista        | Fue reelecto como vicepresidente en 1910, pero renunció a su cargo junto con el presidente Porfirio Díaz. |
|  | José María Pino Suárez | 5.º    | 23 de noviembre de 1911- 19 de febrero de 1913 | Partido Constitucional Progresista | Durante el golpe de Estado militar de Victoriano Huerta, fue obligado a renunciar junto con el presidente Francisco I. Madero. Al llevarlos a prisión, fueron asesinados en la parte posterior del Palacio de Lecumberri. |

## Actualidad
El Partido Revolucionario Institucional (PRI) presentó el 13 de mayo de 2022 una propuesta de reforma electoral en la que incluyó la reposición de la figura de vicepresidente de la República, entre otros 9 puntos. En la propuesta, se propone que el vicepresidente de México sea como un acompañamiento directo del presidente, quien podría asistir al Senado con voz, pero sin voto.